# Дунковица
Дунковица (укр. Дунковиця) — село в Каменской сельской общине Береговского района Закарпатской области Украины.
Население по переписи 2001 года составляло 815 человек. Почтовый индекс — 90121. Телефонный код — 3144. Занимает площадь 1,404 км². Код КОАТУУ — 2121980402.